# Desa Ngabean (administrativ by i Indonesien, lat -7,11, long 110,30)
Desa Ngabean är en administrativ by i Indonesien.   Den ligger i provinsen Jawa Tengah, i den västra delen av landet, 400 km öster om huvudstaden Jakarta.